# 印加帝國
印加帝國，音译塔万廷苏尤，又译印卡帝国，是15世紀—16世紀位於南美洲的帝國，亦是前哥伦布时期美洲最大的帝国，印加帝国的政治、军事和文化中心位于今日秘鲁的库斯科。印加帝國的重心區域分布在南美洲的安地斯山脈上，其主体民族印加人也是美洲三大文明印加文明的缔造者。
印加人的祖先生活在秘鲁的高原地区，后来他们迁徙到库斯科，建立了库斯科王国，这个国家在1438年发展为印加帝国。印加帝国在1438年到1533年间，运用了从武力征服，到和平同化等各种方法，使得印加帝国的版图几乎涵盖了整个南美洲西部（地跨秘魯、厄瓜多爾、哥倫比亞、玻利維亞、智利、阿根廷），是一个幅员辽阔的美洲原住民帝国。
除了印加帝国的官方语言克丘亚语，印加人还使用数百种美洲原住民语言和各种的克丘亚语方言。印加人称印加帝国为Tawantinsuyu，意为“四方之地”，或是“四地之盟”。印加帝国内部存在着多种原始信仰，但是印加的统治阶级推崇印加宗教，信仰太阳神因蒂、创世神维拉科查、大地女神帕查玛玛等神明。印加帝国的君主称萨帕·印卡，意为“独一无二的君主”，同时萨帕·印卡亦被印加人当作“太阳的儿子”。
印加帝国的国力在君主瓦伊纳·卡帕克统治期间达到顶峰。1526年，西班牙征服者弗朗西斯科·皮萨罗带领一支有168人的军队从巴拿马南下，发现了印加帝国。1529年，在瓦伊纳·卡帕克感染天花而意外去世后，两位继承人选瓦斯卡尔与阿塔瓦尔帕为了争夺王位，而爆发血腥内战，大大地削弱了印加帝国的实力。1533年，西班牙人施计杀掉了赢得内战的阿塔瓦尔帕，皮萨罗的军队与数十万名原住民盟军成功将印加征服，印加帝国灭亡，沦为西班牙帝国的殖民地。印加人的最后抵抗势力比尔卡班巴王国亦在1572年灭亡。

## 名称由来
印加人称自己的国家为Tawantinsuyu，可译作“四方之地”或“四地之盟”，在克丘亚语中，Tawantin代表“四样（事物）”，Suyu是印加帝国的行政区域划分，印加帝国分为四个Suyu，它们的边界线在首都库斯科相交，因此Tawantinsuyu代表一个含有四大部分的国家，即印加帝国。西班牙人还将其写作Tahuatinsuyo或Tahuatinsuyu，此拼法至今亦有人使用。
然而“印加”（Inca）这个词，在克丘亚语中意为“统治者”或“领主”，指印加帝国的统治阶级。征服印加帝国的西班牙人错用这个词来指代印加帝国（Imperio inca），而不是统治阶级。

## 历史

### 库斯科王国

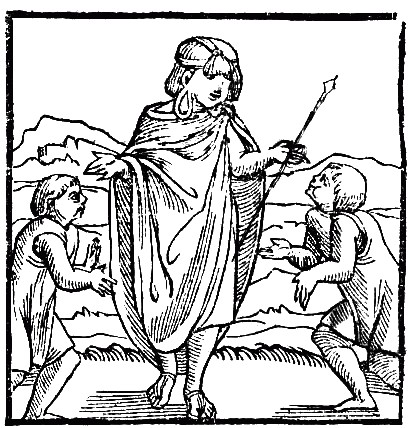
欧洲的一张印加人图画（1553年）

库斯科一带的印加人在12世纪时还是一个游牧部落。然而在曼科·卡帕克的领导下，印加人建立了一个小的城邦国家库斯科王国（克丘亚语：Qusqu或Qosqo）。在1438年，印加人在萨帕·印卡（最高统治者）帕查库特克（意为“改变世界者”）的指挥下开始了大范围的扩张（“帕查库特克”的名字是在印加人征服昌卡人之后取的）。在他和儿子图帕克·印卡·尤潘基统治期间，印加帝国已经占据了安第斯山脉的一部分，当时与其对立的有奇穆王国。

### 帝国的建立
帕查库特克将库斯科王国重组为印加帝国（Tawantinsuyu），由库斯科的中央政府以及另外四个“苏尤”（参见“帝国的构成”一节）管理。帕查库特克还修建了马丘比丘城。
帕查库特克喜欢派间谍到他想要征服的地区，来了解那里的政府、军力和经济状况。然后，他会将这些情报传给那个地区的领导人，对他进行赞扬，并以许多奢侈品和优质的纺织品为礼物，来邀请他加入印加帝国，并向他保证会让他的人民变得更富有。大多数同意邀约的领导人都既成事实地成为了印加的一部分，并被默认将与其以和平的方式共处。领导人的继承者会被带到库斯科，来学习印加的管理体系，学成后才能返回继续统治他们家族拥有的土地。印加人就以这样的灌输思想的方式，使得外来领导人的继承者被同化，甚至与印加人通婚。

### 兼併与扩张

印加的擴張

由王储担任印加军队的最高统治者是印加帝国的传统。1463年，帕查库特克的儿子图帕克·印卡·尤潘基开始北上扩张，并在1471年，帕查库特克驾崩后继续指挥扩张。他对外扩张的最大成就，即是征服了印加帝国唯一的劲敌——坐落在秘鲁沿海的奇穆王国。图帕克·印卡·尤潘基统治下的印加帝国疆域北至今天的厄瓜多尔和哥伦比亚。
图帕克·印卡·尤潘基之子瓦伊纳·卡帕克在先前印加帝国疆域的基础上，又额外占据了今天厄瓜多尔和秘鲁的部分地区。瓦伊纳·卡帕克统治下的印加帝国，疆域包括了今天的秘鲁、玻利维亚、厄瓜多尔大部和智利的北部和中部。印加帝国的南下扩张止于马乌莱河战役，印加军队在当地受到了马普切人大范围的抵抗。印加人曾东进来到亚马孙盆地，但是他们占领的土地在1527年被当地的舒阿人占领。当时印加帝国的疆域南达现在的阿根廷，北达现在的哥伦比亚。印加南部领土的大部分都处于科利亚苏尤的管辖范围内。
印加帝国由各种语言、文化和民族组成，并非所有的子民都对印加帝国百分之百的忠诚。印加帝国的经济是完全建立在以物易物、收税以及奴隶的辛勤劳动的基础之上的。

### 印加内战与西班牙入侵

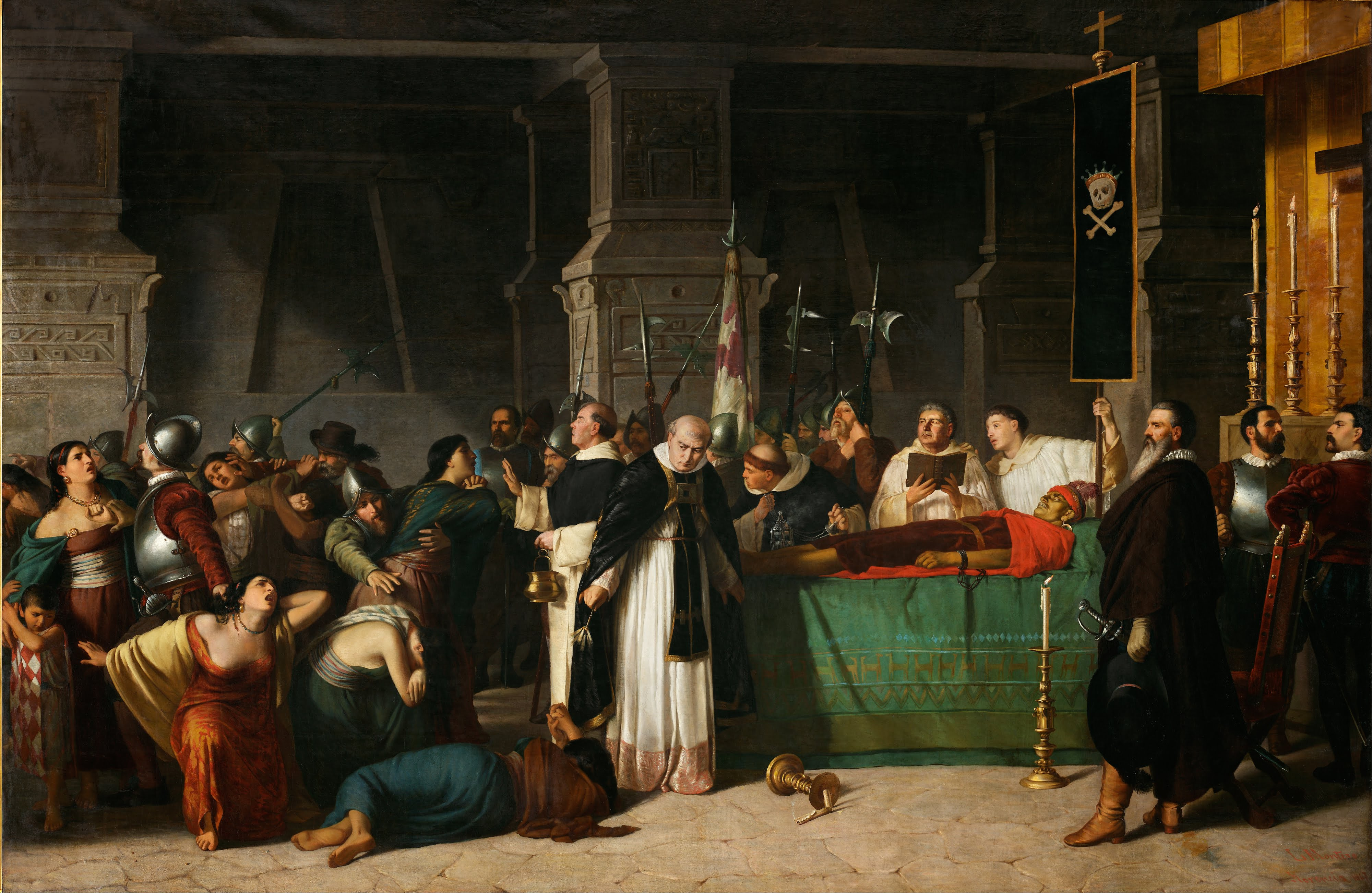
1533年8月29日，萨帕·印卡，阿塔瓦尔帕之死，乃是印加帝国被征服的标志。

1511年的巴拿馬流傳着一個關於南方黃金國度的傳說，這個說法傳到西班牙冒險家巴斯寇·努涅茲·德·巴爾柏的耳中，他立刻啟程巴拿馬。巴爾柏所帶來的這群人很是貪婪，他們的騷擾讓當地一名印第安酋長不勝其煩，便慫恿他們去更南方尋找他們發狂渴求的黃金。酋長告訴他們，在一個神祕的南方國度，黃金多到連日常生活的碗盤器皿都以黃金打造。但巴爾柏後來受人陷害被處決，黃金夢無以成眞。直到十年之後的1522年，另一名西班牙探險家帕斯奎·德·安達果亞才開始首次南進探險，安達果亞在旅途中從印地安人那裡聽到更多詳細描述。因他遇見印地安人的地方在碧魯（Birú）河畔，所以「碧魯」之名很快被用來稱呼這個人人垂涎的黃金國。受安達果亞的敍述所引誘，法蘭西斯克·皮薩羅決定去尋找碧魯。
1526年，西班牙征服者在弗朗西斯科·皮萨罗和他的兄弟带领下，从巴拿马南下发现了印加帝国。很明显，他们到达了一个非常富裕的土地，很有可能就是欧洲传说中的黄金国。皮萨罗随后受到西班牙皇帝批准征服该地区。1532年，当他们回到秘鲁，两位萨帕·印卡继承人阿塔瓦尔帕和瓦斯卡尔正在争夺王位，而且传染性疾病天花已经大大削弱了这个帝国的国力。皮萨罗根本没有什么千军万马，他的军队只有168人、1门炮和27匹马。
全副武装的西班牙骑兵和还在使用比中古时代的欧洲还要落后的装备的印加军队相比有很大的优势，同时在反抗摩尔人时西班牙人也学到了许多的作战本领。凭着这种战术和装备上的优势，西班牙人收买了数十万人的土著盟友。双方爆发普拿之战（普拿，今天厄瓜多尔西岸城市瓜亚基尔附近），西班牙大获全胜，皮萨罗在那里建立了皮乌拉城。埃尔南多·德·索托到达库斯科城，并见到了打赢内战的阿塔瓦尔帕。皮萨罗和许多手下在谈判破裂后攻击印加军，将印加王俘虏，其手下的12名护卫也被处决。
皮萨罗要求印加人民在他的仓库中塞满巨额的黄金，以赎回他们的萨帕·印卡，阿塔瓦尔帕。印加人民交了赎金，但皮萨罗欺骗了他们，拒绝释放阿塔瓦尔帕，不久之后，以阴谋杀害自己兄弟和反对皮萨罗一行的罪名，阿塔瓦尔帕被处决。印加帝國滅亡。

### 被征服后

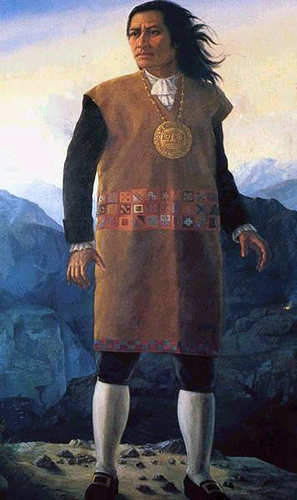
1780年，图帕克·阿玛鲁二世以印加帝国的名号发动了反抗西班牙暴政的起义。

西班牙人征服了印加帝国后，皮萨罗扶持了阿塔瓦尔帕的兄弟曼科·卡帕克二世作为傀儡，一段时间后，曼科·卡帕克二世竭力抵抗西班牙人，并利用皮萨罗和一位合伙人迭戈·德·阿尔马格罗在分赃问题上起的争端，以比尔卡班巴为中心起兵，一度夺回了库斯科城。曼科·卡帕克二世在比尔卡班巴建立新印加王国，并和他的后代死守比尔卡班巴长达36年之久，最后在1572年失守。最后一位萨帕·印卡，图帕克·阿马鲁被西班牙人抓获并处以死刑。也就是在1572年，印加人完全臣服在了西班牙人之下。
瘟疫嚴重摧残了印加人。西班牙人来临之前，在哥伦比亚地区，天花已经猖獗。得益于高效的印加路网的传播，天花很快在印加人中蔓延开来。短短幾年内，有60%-94%的印加人感染天花。天花仅仅是入侵南美洲的流行病之一。斑疹伤寒可能在1546年蔓延；流感和天花在1558年爆发；1589年天花又一次猖獗；白喉在1614年蔓延；麻疹在1618年蔓延——这些瘟疫不但摧残了印加人，还蹂躏了印加文化。
在征服印加帝国后，西班牙人在印加故土上建立了新卡斯蒂利亚省以及新托莱多省，后整合为秘鲁总督辖区。18世纪西班牙波旁王朝为了挽救西班牙帝国的衰退局势，发起波旁改革，增加南美洲原住民的赋税，并将多种负担强加给原住民们。1780年，拥有印加贵族血统的原住民图帕克·阿玛鲁二世（原名何塞·加布里埃尔·康多尔坎基）领导原住民在库斯科发动了反抗西班牙暴政的起义，很快全辖区便有武装响应，其中在南方有图帕克·卡塔里（原名胡利安·阿帕萨·尼纳）的起义。但是起义很快被镇压，图帕克·阿玛鲁二世也被抓捕并处决。起义最终于约1782年被完全平息。图帕克·阿玛鲁二世在秘鲁独立后被视为英雄，在秘鲁的货币上还曾印有他的肖像。

## 社会

### 人口
印加帝国全盛时期的人口数量至今还在争论当中。据估计，印加帝国的人口数量，最少时约是4,000,000人，最多可能超过37,000,000人。虽然印加人详细调查过人口数量，并且使用了他们发明的一种结绳记事方法“奇普”（克丘亚语：Quipu或Khipu）完整地记录了下来，但是这种方法由于瘟疫和战争的原因早已失传，今天人们依然无法完全弄懂它的含义。

### 语言
由于印加人缺乏书面语言，他们只能用奇普这样的结绳记事法来记载重大的历史事件。克丘亚语是印加帝国的官方语言，这个语言在帝国境内被强加于使用其它语言的人民，再加上印加人在14世纪时的扩张，克丘亚语成为了秘鲁地区的通用语。玻利维亚西部的不少人还使用艾马拉语，对此印加帝国实行默许政策。在印加帝国之后，由于天主教教会选择克丘亚语作为向安第斯山脉地区的美洲原住民传教的语言，使得克丘亚语的使用地区超出了原本印加帝国的范围。西班牙人来临之后，克丘亚语开始使用拉丁字母来拼写。

### 宗教神话

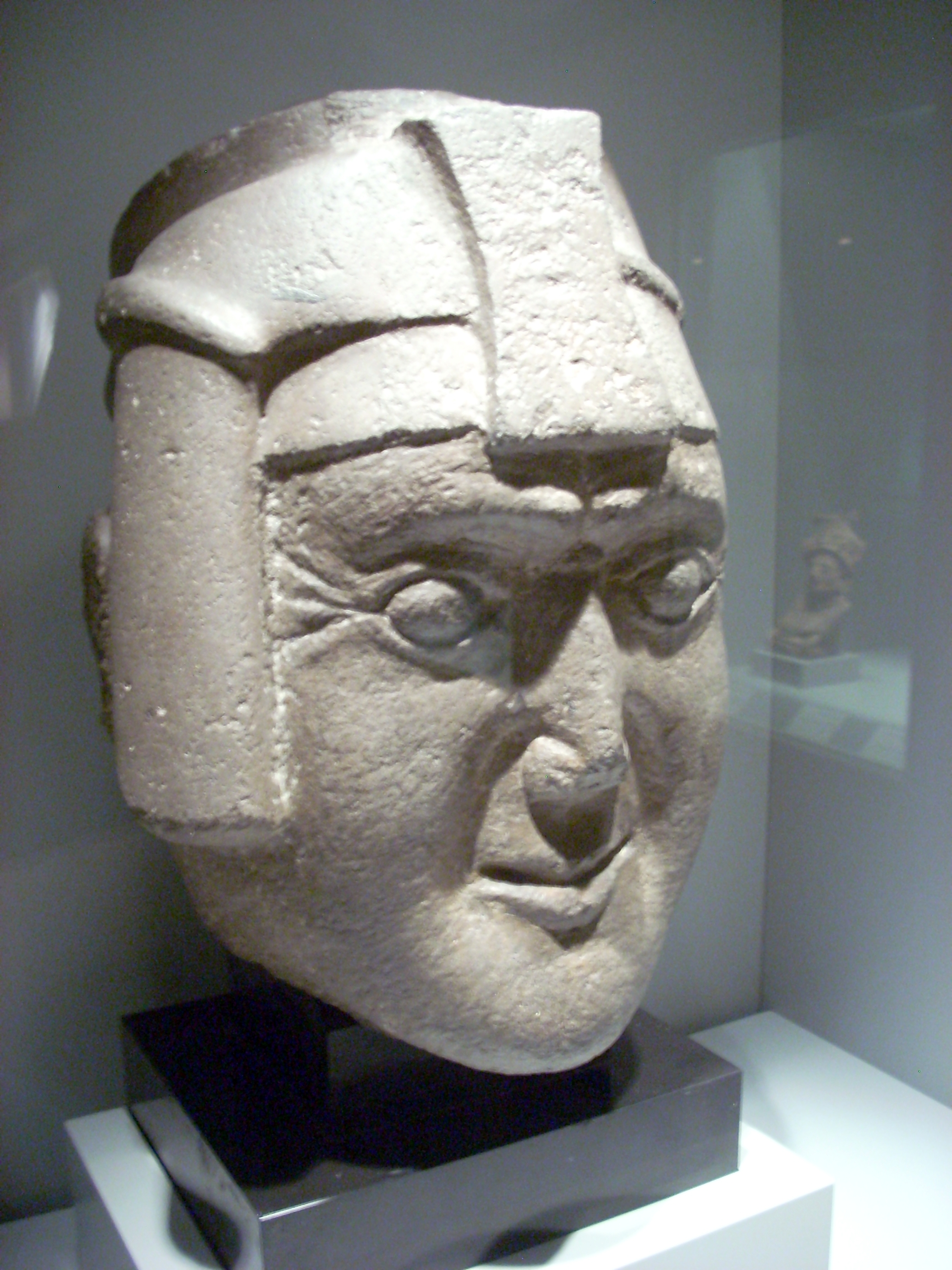
印加闪长岩雕塑。

印加神话主要来源于口述以及对于奇普的翻译。印加人相信有来世，同时死亡是一条充满艰难的、通向未来的道路。印加人想象中的来世世界和欧美传说天国中的大致相同，是一个土地上布满了花朵、山峰上盖满了白雪的美丽世界。印加传统中不对死者进行火葬，他们认为这样会妨碍死者进入来世。印加贵族还会改变新生儿头颅的形状，他们通常会在新生儿的头上紧紧地捆绑一个布条，以改变其柔软的头颅的形状，变得更加像一个圆锥形。
印加帝國主要信仰太陽神因蒂，並自認為太陽神的後裔。傳說中太陽神派了他的一對兒女曼科·卡帕克和馬奧克約向印加人民教導曆法、律制等。每年的6月24日是印加帝國最重要的節日太阳祭，印加人民會在這個時候把自己的農作物和家畜獻祭予太陽神，感謝太陽神每年賜陽光到大地，令動物可以成長和農作物可以豐盛。
中美洲墨西哥的阿茲特克人與印加人一樣，都是膜拜太陽神。而尤卡坦半島的瑪雅人則不然，瑪雅人是膜拜羽蛇神（但印加人也有類似羽蛇神的神祇：創世神－維拉科查，以如同白人般形象出現）。而瑪雅人和阿茲特克人都有非常频繁的大規模活人獻祭的宗教儀式，印加人有时会有，但是沒有那么频繁，通常印加人會把自己貴重的物品，黃金，或者農作物和家畜獻給神明。规模较大的人祭在1527年，多达四千名的公仆、法官、嫔妃等人被瓦伊纳·卡帕克“送给神灵”。印加人在经历了萨帕·印卡驾崩、饥荒和瘟疫等重大事件时，甚至会将儿童作为祭品。这种人祭被称为Capacocha。

#### 神明列表
- 维拉科查（Viracocha） – 创造万物
- 阿普·尤拉普（Apu Illapu） – 雨神
- 阿雅·卡奇（Ayar Cachi） – 非常暴躁的神，制造地震
- 尤拉帕（Illapa） – 象征雷和闪电的女神
- 因蒂（Inti） – 太阳神、库斯科守护神
- 克奇（Kuychi） – 彩虹之神，也象征生育
- 玛玛·基里亚（Mama Killa） – 因蒂之妻，月神
- 玛玛·奥克略（Mama Occlo） – 为人类传授智慧，教妇女织布、建造房屋的神
- 曼科·卡帕克（Manco Cápac） – 传说中为印加首位国王，教导人们如何种植作物、制作武器、携手合作、共享资源和祭祀神灵
- 帕查玛玛（Pachamama） – 大地女神、维拉科查之妻
- 科查玛玛（Quchamama） – 海洋女神
- 萨查玛玛（Sachamama） – 有两个头的蛇身女神，“大树母亲”
- 雅库玛玛（Yakumama） – 蛇身女神，来到地球时化作大河，“河流母亲”

### 太阳神庙

#### 库斯科的太阳神庙
太阳神庙建造于第一代印加王时期，在瓦伊纳·卡帕克时期完成了对其的装饰。神庙的主祭坛坐西朝东。木质殿顶很高，便于空气流通；外面用茅草覆盖，因为印加人不会制瓦。神殿的四面墙壁，从上到下都覆以金箔。神像是一张圆形的脸庞，与其光芒和火焰浑成一体。神像庞大，占据了神庙内脸面墙壁中间的整整一面内墙。无论在那里还是在其他地方的神庙里，除了太阳神像以外，印加人都没有自己或别人的其他偶像，因为他们只崇拜太阳神。太阳神像两旁是已故的印加先王的遗体，他们被称为太阳的儿子，依年代先后安放，遗体都经过防腐处理（不知用什么方法），宛如活人一般。遗体安坐在金御椅上，金椅置于生前经常安放的厚金板上。遗体面向臣民。只有瓦伊纳·卡帕克与众不同，他从年少时起就表现出帝王的才气和美德，生前就当之无愧地被崇拜为神，因此作为“太阳最宠爱的儿子”，位置优于其他人，遗体安放在太阳神像前面，面对神像。神庙正门坐南朝北；除去正门外，还有几道小门，供神庙的仆人出入。无论正门还是小门全都包有打成门形的金箔。神庙外墙的上面，有一黄金边饰，乃用一巴拉多宽的金板制成，形如王冠，围着整个神庙。库斯科的太阳神庙还有其他的小殿。其中月亮殿离主殿最近，整座小殿及其各扇门窗全都镶嵌有银片，所以根据白色就可以看出是月亮的宫殿。如同供奉太阳神像一样，殿内供奉月亮的像，实在银片上绘成女子的面容。印加人认为月亮是太阳的妹妹和妻子，是印加诸王其所有印加人的母亲，所以称它为“玛玛基莉亚”（Mamaquilla），意思是月亮妈妈。为此人们去瞻仰她的仪容，求她保佑，但不像对太阳那样敬献祭物。月亮像两侧，依照年代顺序安放已故王后的遗体，瓦伊纳·卡帕克的母亲玛玛·奥克略，因生育了国之明君，身份尊于其他王后，故而与月亮像面面相对。离月亮殿最近的神殿是用于供奉金星、七颗昴星和所有其他众星。此外，印加人还为闪电雷鸣霹雳、彩虹修建了神殿。

#### 其他省份的太阳神庙

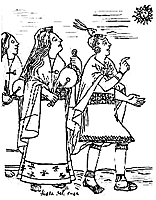
因蒂的后裔，曼科·卡帕克（右一）和玛玛·奥克略（右二）

印加王国的其他省份也都建造太阳神殿，其情况与库斯科这座类似。当地每位酋长都根据当地的金银产量多少，倾其全力地刻意装饰，用以取悦印加王。因此各省的所有神庙也都镶金嵌银，竞相与库斯科城的神庙媲美。

#### 的的喀喀岛上的神庙

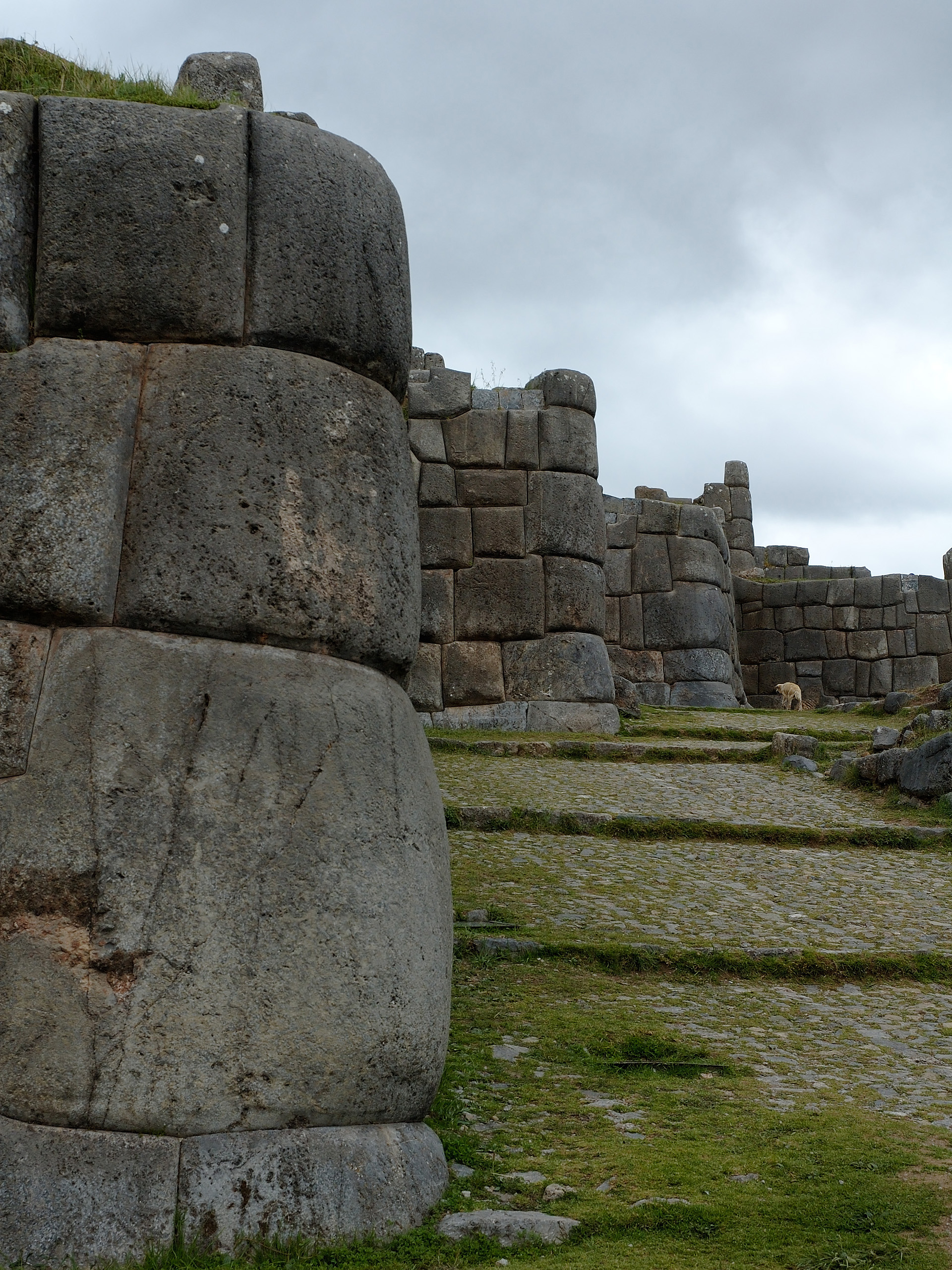
萨克塞瓦曼

印加人传说太阳曾把一双儿女送到的的喀喀湖中的的的喀喀岛上，派他们教化当地的野蛮人。除了这个神话，印加人还编造出一个更加古老的神话，说一次洪水期过后，人们在那座小岛上和那一片湖上先于其他地方看到了阳光。第一代印加王曼科·卡帕克就将这个小岛和这一片湖泊视为圣地。于是便在小岛上建造了一座富丽堂皇的神庙，用来供奉太阳神。神殿外部全都镶嵌着金片，凡臣服于印加王的各个省份，每年都进贡大量的金银財宝，对所谓太阳神在岛上施给他们的恩惠千恩万谢。那座神庙的器物都与库斯科的神庙相同。印加人还清除大小石块，尽力平整土地，建造许多梯田，从远处运来上等沃土铺在上面，让他们长出玉米。但因为当地自然原因，印加人即使精耕细作，也只能收获几个玉米穗，当做圣物送给印加王。

### 经济

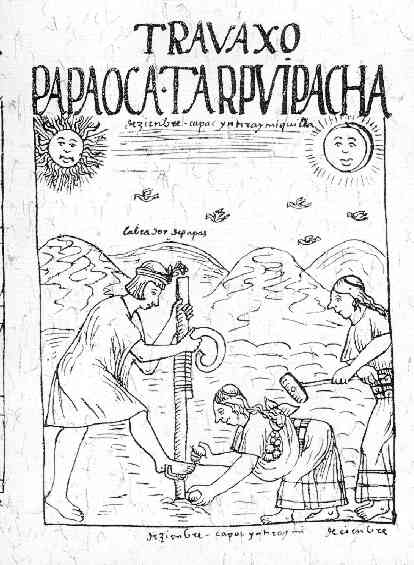
印加农民使用Chakitaqlla（一种安第斯山脉地区居民使用的脚耕机）的图画

印加帝国的经济模式类似于计划经济。尽管有证据表明印加帝国有过对外贸易活动，而且印加帝国北部有斧币流通，一些地区也存在以物易物的现象，但是印加帝国内部还是没有出现明显的市场经济特征。人民的住房和里面的物品都属于个人财产，但是土地、建筑物和其它的所有事物则属于国家所有。大多数家庭中的男主人遵循一种传统经济模式，需要定期上缴如农作物、纺织品等物品作税款，还要服兵役和徭役，他们有义务参与印加帝国的所有公共建设，例如修筑建筑物或铺设道路。这种模式也被称作Mita。作为回报，国家将会在困难时期提供粮食，还会兴修水渠、梯田，来提高生产效率，同时会不定期地设置娱乐节日。印加帝国的经济还依靠另一种模式，它倡导生态环境与自然资源的互补性，西方学者称作Vertical archipelago。人与人之间还有一种经济上的互助关系，称作Ayni。

### 食物

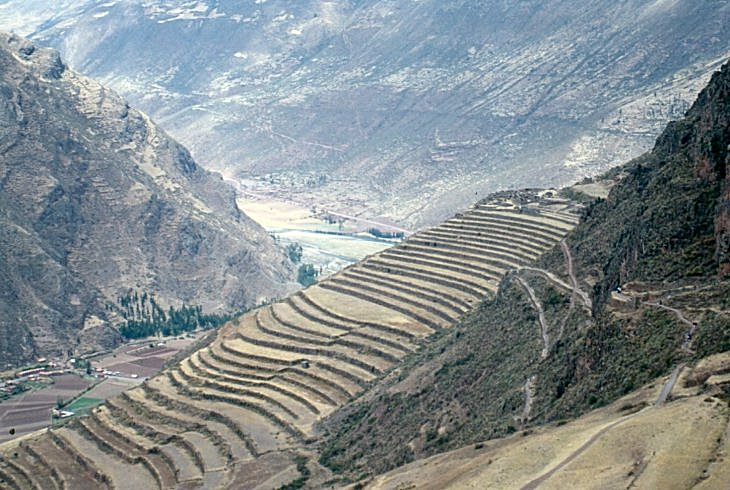
印加梯田

印加人的主食主要是藜麥和8000英尺高地的馬鈴薯（馬鈴薯的原產地是的的喀喀湖）。印加人种植1500多种不同的马铃薯，利用梯田高低不同的微气候。相對於舊世界來說，印加人的肉食並不豐富，食用烤天竺鼠。馬鈴薯片和奇恰酒則是印加人的特色食品，這兩種食品的製作方法在今天的眼光來看，是很不衛生。但當時的印加人卻認為這是珍饈佳餚。製作方法如下：
- 馬鈴薯片

先把收成後的馬鈴薯放在地上一日一夜，讓其水份蒸發。接著再接集起來，讓工人不斷踐踏這些乾馬鈴薯，令其變成片狀或塊狀，完成後不要收集，讓這些已被踐踏成塊狀的馬鈴薯再蒸發內裏的水份。幾天後，就會有人將這些馬鈴薯收集，這就是印加式的馬鈴薯片。印加人會將這些馬鈴薯片放在穀倉中，食物短缺的時候就可以用來應一時之急。在節日慶典時，也可以拿來當祭品獻給神靈們。
- 奇查酒

將溫水倒滿一個大罐，放在陽光猛烈的地方，再收集大量的藜麥，然後由一些少女拿起這些藜麥放在口中咀嚼，把這些藜麥嚼成糊狀物之後就吐在溫水中，之後讓這罐充滿藜麥糊的水放在原地發酵，最後就會變成糊狀的酒，印加人會在慶祝的時候拿出來喝。来源请求

## 政府

### 政治与宗教

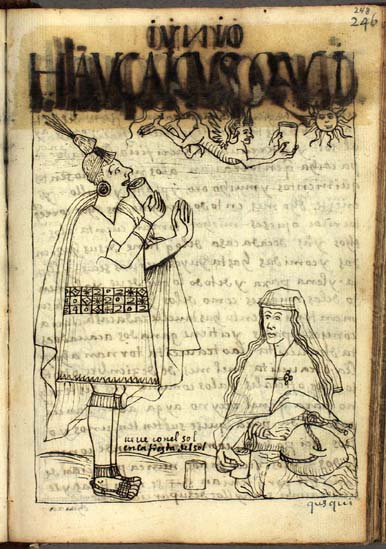
一幅关于太阳祭的图画

萨帕·印卡在印加帝国国内被神化，同时也是宗教领袖，也不容许任何人怀疑他的执政方法。“总祭司”（Willaq-Umu）的地位仅次于皇帝。被印加帝国所征服的地区原本信仰的宗教不会被取缔。作为萨帕·印卡之一的帕查库特克就声称自己是“因蒂的后裔”，体内流淌着不寻常的“皇家之血”。在印加帝国皇族，经常发生诸如兄妹结婚的近親婚姻现象。萨帕·印卡也被称作“太阳之子”，印加帝国的子民也自认为是“太阳的孩子”（克丘亚语：Intip Churin）。印加人认为，统治和征服，是一种源自祖先的使命。萨帕·印卡还需要主持重大节日时的庆祝仪式，特别是在“ 太阳祭”时。
此外，印加帝国首都库斯科也被认为是“宇宙中心”和“四季中心”。秘鲁文学家印卡·加西拉索·德拉維加称，“库斯科”这个词意为“宇宙的肚脐”。

### 帝国的构成

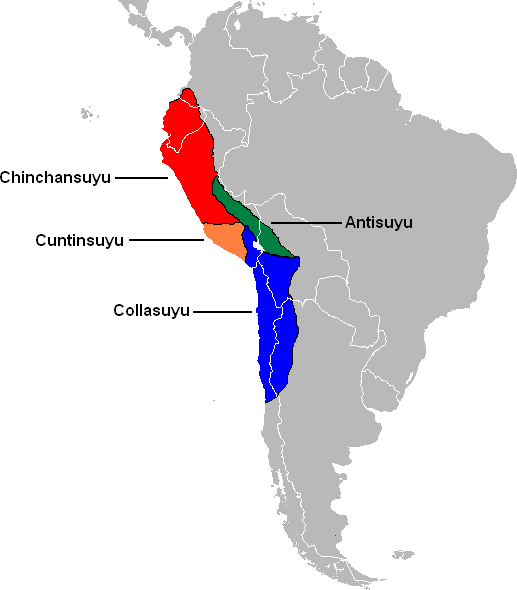
印加帝国的四个“苏尤”（Suyu）

“苏尤”（Suyu）是印加帝国的行政区划单位，印加帝国分为四个“苏尤”，分别是西北方的钦察苏尤（Chinchaysuyu），东北方的安蒂苏尤（Antisuyu），西南方的孔蒂苏尤（Kuntisuyu）和东南方的科利亚苏尤（Qullasuyu）。它们的边界线在首都库斯科相交。这些“苏尤”通常被认为是帕查库特克在1460年建立的。这些“苏尤”的面积最初大致相等，到了后来随着帝国的扩张，四个“苏尤”的面积比例逐渐失调。
印加帝国的首都，库斯科，不受“苏尤”管辖，它有些类似于今天的华盛顿特区、墨西哥城等特殊政区。库斯科城是印加帝国的政治和宗教中心。萨帕·印卡和他的亲戚们待在库斯科，而四个“苏尤”分别由四名地位很高、倍受尊敬的人物Apu管理。与“苏尤”不同，库斯科是被分为地位较高的Hanan和相对低一些的Hurin管理。由于印加没有文字，他们是不可能详尽地记载细致的行政区划的。然而在西班牙入侵时期由殖民者建立的记录表明，印加帝国有超过86个辖区、超过48块高地并多于38块海滩。
人口最多的“苏尤”是钦察苏尤，它在安第斯山脉北部，包括被征服的奇穆王国领土，它几乎覆盖了今天的厄瓜多尔本土，并且还占有今天哥伦比亚的小部分领土。面积倒数第二的安蒂苏尤位于库斯科西北部。事实上，“安蒂苏尤”一词是“安第斯山脉”的词根。科利亚苏尤得名于使用艾马拉语的科利亚人（Qolla），也是面积最大的“苏尤”。这个“苏尤”覆盖了阿尔蒂普拉诺高原的玻利维亚部分，还包括了今天阿根廷的一小部分，最远到达智利首都圣地亚哥附近的马乌莱河。孔蒂苏尤是最小的苏尤，在今天秘鲁的沿海地区，最东到达库斯科附近的高地。

### 法律

阿根廷国旗上的“五月太阳”，也象征太阳神因蒂。

印加帝国没有独立司法机关和任何编撰好的法典。无论是帝国中央，还是地方执政者，都为了立法而制定了许多措施。政府拥有执法人员例如通过督察，称作Tokoyrikoq（“什么都能察觉到的人”）， Tokoyrikoq 的领导者与萨帕·印卡通常有血缘关系，他们不属于中央政府，但是为萨帕·印卡免费提供情报。

### 政府结构
对于印加帝国政府结构的记载始于殖民时代，这些资料不完全清楚。可以了解的只有最基本的层面，而且严重缺乏各职位的职责情况。
处于政府最顶端的是萨帕·印卡（Sapa Inca）。地位仅次于萨帕·印卡的是总祭司（Willaq-Umu），也被称为“太阳大祭司”。次于萨帕·印卡地位的还有印卡普·兰廷（Inkap Rantin），至少是萨帕·印卡的亲信和助手，或许类似于政府首脑。从图帕克·印卡·尤潘基时期开始，政府官员还会召开由16名印加贵族参加的“地域大会”，他们包括：
- 两名库斯科的Hanan
- 两名库斯科的Hurin
- 共十二名来自四大“苏尤”的贵族[46]

## 文化与技术

### 建筑

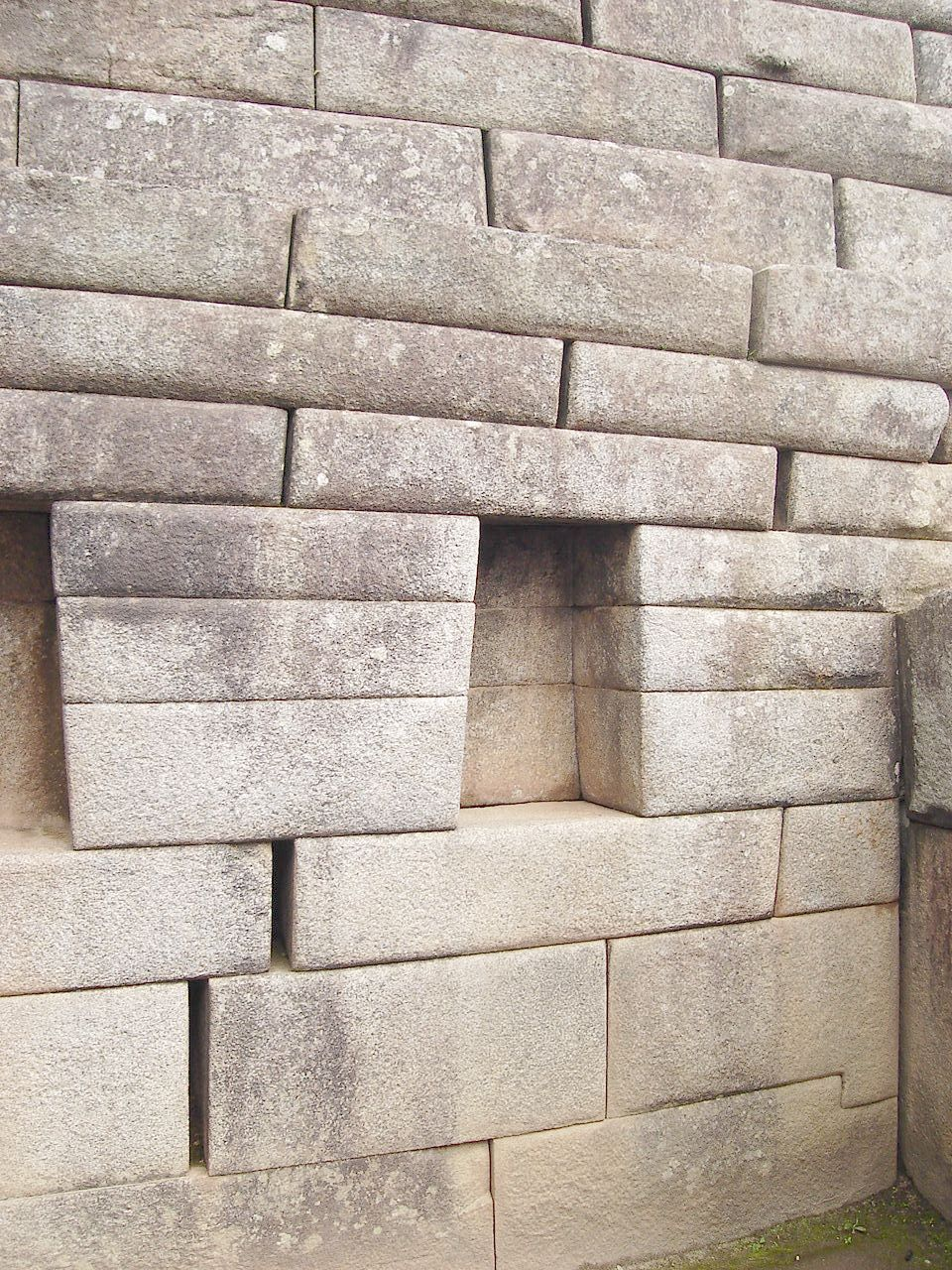
印加建筑物的石墙

印加帝国的建筑物，石块都是磨光的、形状规则的，接缝技巧十分美妙，墙上石块和石块之间的缝隙连匕首都无法放进去，让人简直无法理解印加人是究竟如何把他们拼接在一起的。让人注意的是，虽然印加人了解轮子（太阳神因蒂就是用它表现的），却并不把它运用在建筑中。建筑用的庞大数量石块究竟是如何搬运的至今是个謎。还有，虽然印加人不使用轮子，但却利用了安第斯山脉斜坡。据信他们让成千上万的工人推着石块爬上斜坡。可惜的是印加人并未掌握文字的技巧而没有留下任何描述文字。

### 数学和历法

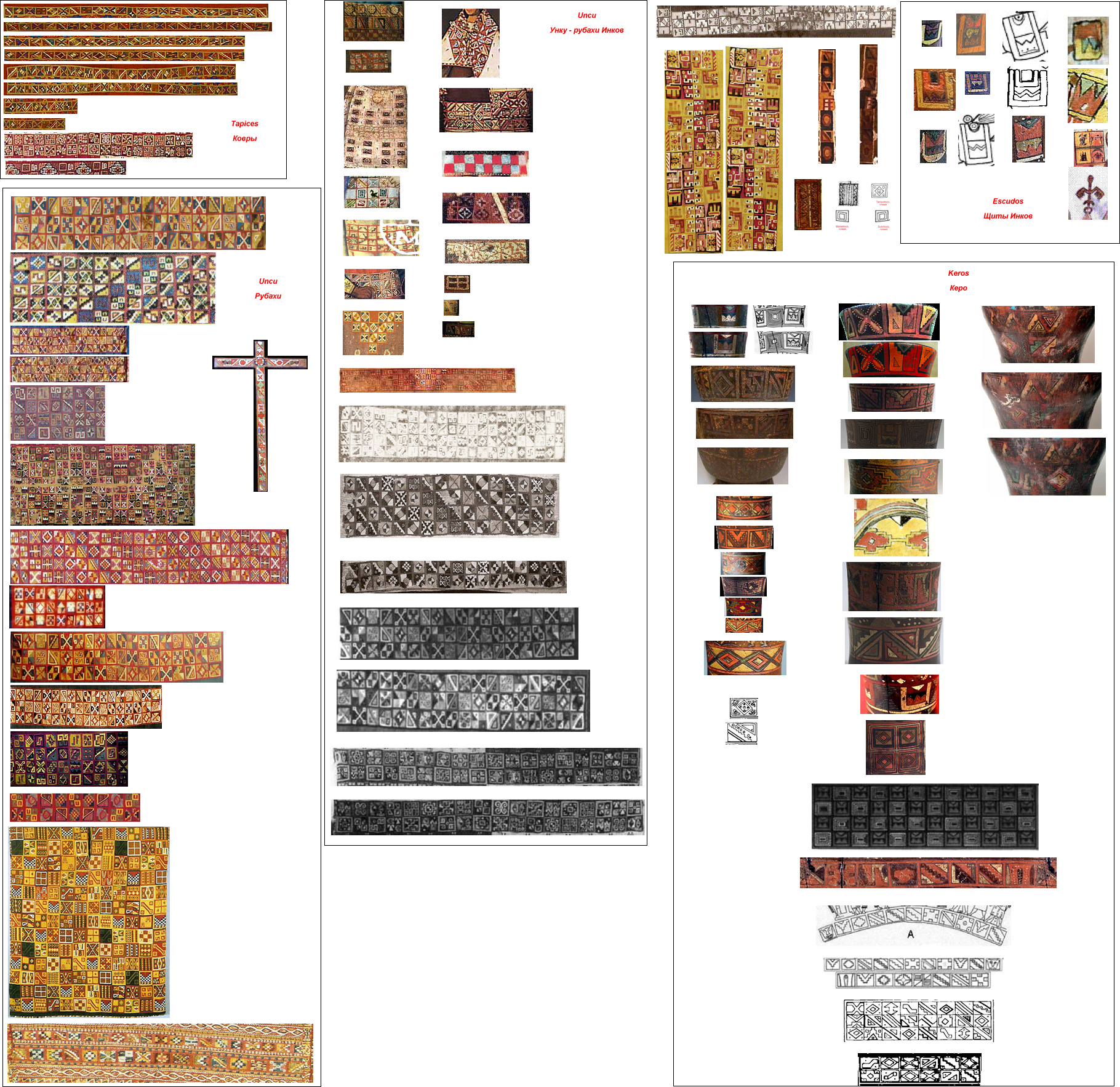
Tocapu，一种印有几何图形的纺织品。

印加人使用拇指到食指之间的距离、手掌大小、手臂长度和臂展长度作为物理单位。最基本的长度单位是Thatkiy，约等于一步的距离。比它更多的距离是Topo，等于6000Thatkiy（7.7千米，还有研究表明是4.0-6.3千米）。更多的是Wamani，它等于30Topo（约为232千米）。测量面积，需要先测量多少个臂展的长度，例如25-50个，再换算成Topo，即3,280平方千米。
印加历法与天文学密切相关。印加天文学家了解春分、秋分、夏至、冬至，天顶的概念，更不用说金星凌日了。但是，他们无法预测日食。印加历法基本可以分成阴阳两历，它们几乎是平行的。每一个阴历月份都有一个特定的节日或仪式。一周的每一天都没有名称，这可能是印加历法没有将月份细分成周而导致的。同样，每个月份都没有指出对应的季节。印加历法中，一天不分成小时和分钟，而是通过从太阳到人们的距离的远近而划分的。

### 制造业

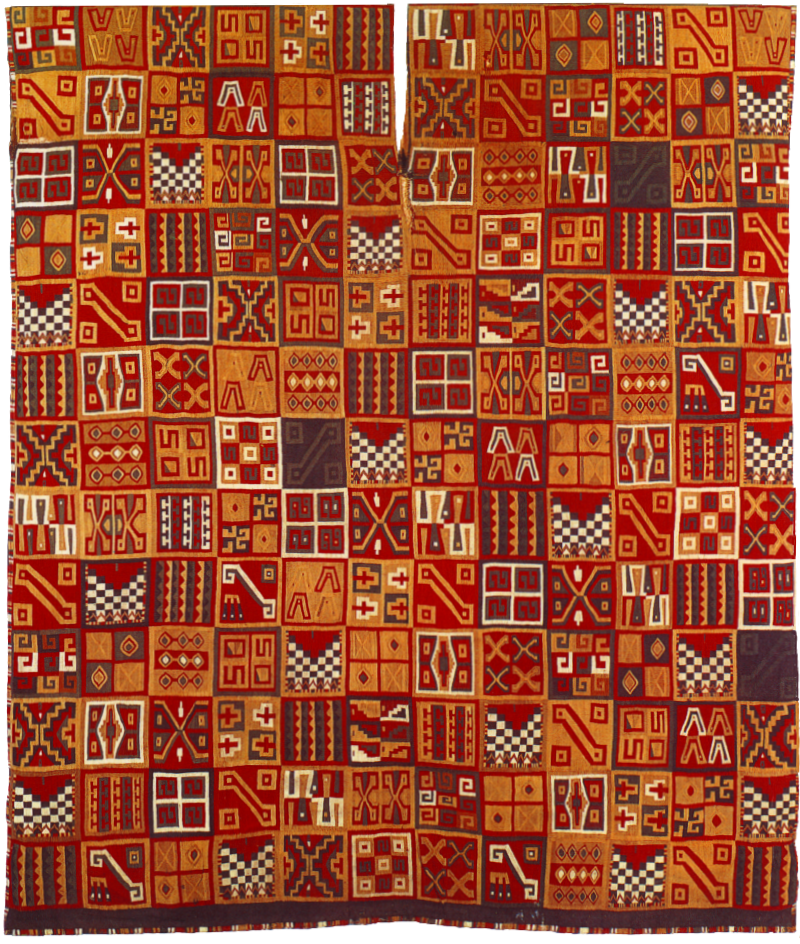
印加服装上的纹样

几乎所有印加帝国的黄金和白银都被征服者掠走了。
根據考古發掘，當時印加帝國有青銅器皿和刀、鐮、斧等勞動工具，其冶煉鑄造技術相當精巧。印加帝国陶瓷上的彩绘，有无数的图案，包括动物、鸟类、海浪，猫科动物和几何图形等。在一个没有书面文字的大帝国中，陶瓷上描绘了几乎所有的印加人生活中的场面，包括战争、冶炼金属、处理人际关系等。正是通过这些陶瓷，我们才能了解到几百年前印加人民的生活状况。其中最有特色的是“库斯科瓶”（aryballos）。许多的这些艺术品今天在利马的博物馆都能见到。

### 医术、通信技术
奇普是印加人的结绳记事方法，用来计数或者记录历史。
医学方面，印加人进行过成功的颅骨穿孔术。人类学家发现的证据已经表明，印加人颅骨穿孔术的成功率为80%~90%。在印加帝国建立前，开颅手术的成功率从只有三分之一。

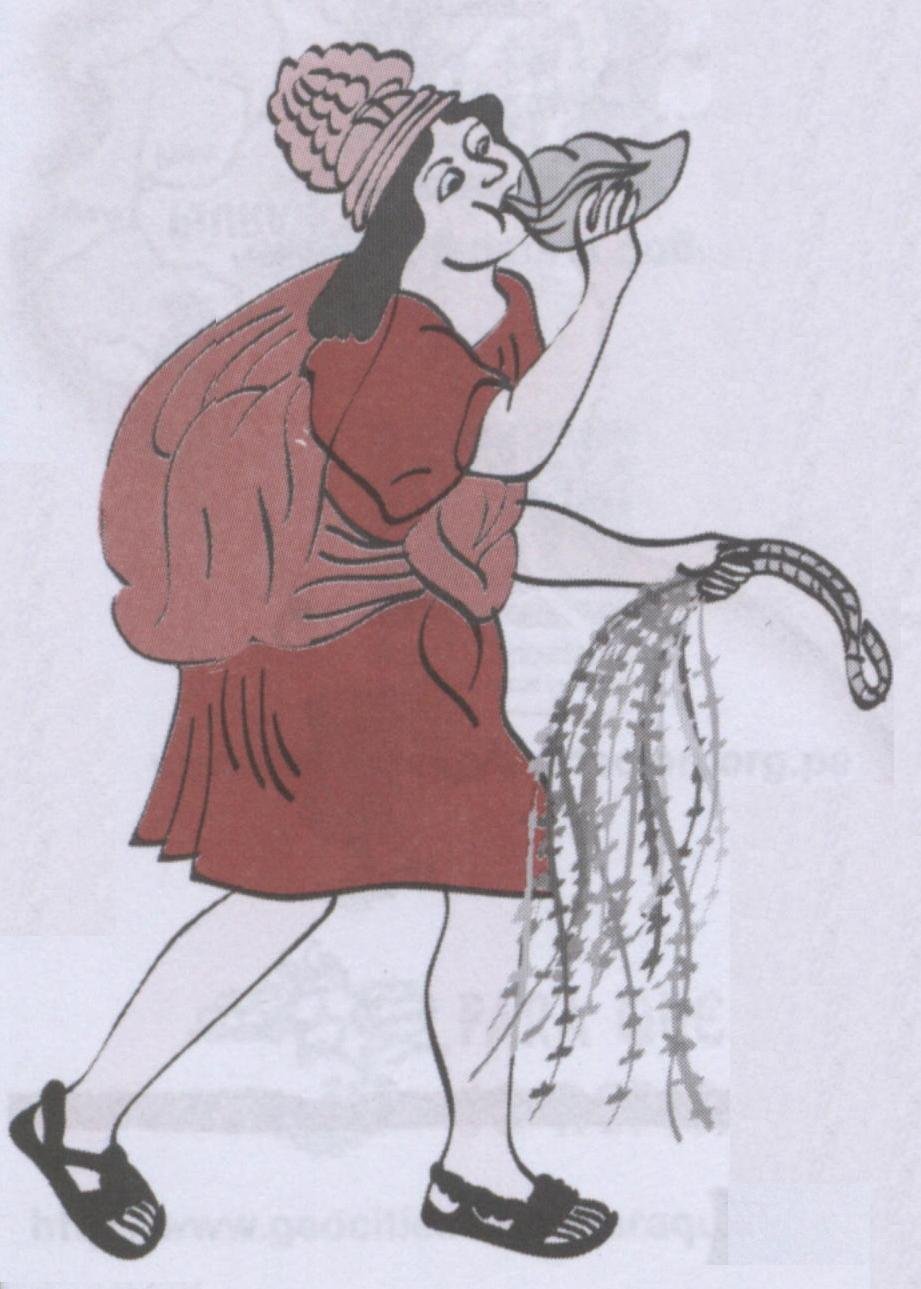
一名海螺信使

印加帝國的版圖可以說是所有美洲古國（包括瑪雅和阿茲特克）中最大的一個。為了保持帝國中各個城邦的交流，印加人建設了大量的道路，這些道路穿越了安第斯山脈、熱帶雨林、河流，把各個城邦連接起來，形成庞大的印加路网。西班牙的征服者之所以如此輕鬆地消滅各個印加帝國的城邦，很大程度上是因為這些道路的幫忙。印加人中有一种信使，叫做海螺信使（Chasqui或Chaski），这些人都善于长跑，海螺信使直接对萨帕·印卡负责，为印加帝国传递及搜集情报。

### 军事

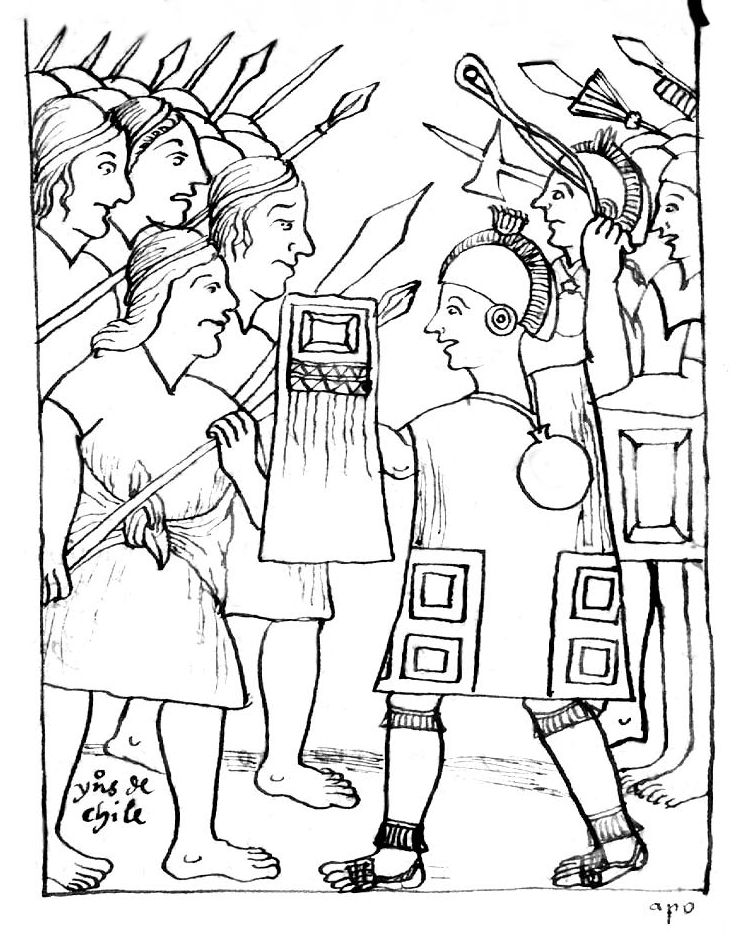
马乌莱河战役，印加士兵（右）和马普切人士兵（左）。

西班牙人還沒有到達美洲大陸之前，印加帝國是一個雄霸南美洲西部地域的大國，當時的印加士兵經常東征西戰，征服了不少在南美洲地區的部落，擴大帝國的領土面積。他们可以随时将平民变为士兵，投入战斗。这是因为印加帝国规定每名男人必须至少参加一次战争。印加士兵的武器對付南美洲的小部落可能還是足夠的，可是當西班牙人到達南美洲之後，印加人的軍事優勢就一去不復返。
印加帝國的軍隊人數非常多，多達七至八萬多人，可是所使用的武器卻非常落後。當時印加士兵的主要武器是木棒、石斧、標槍、長矛、弓箭和彈弓（彈射小石塊）。他们冲锋时会打响战鼓，吹响号角。
印加的常备军队主要由贵族组成，不过萨帕·印卡也能随时挑选体格健全的人加入军队。军队在行进等情况时都必须严守军纪。战斗时，印加人会先使用远程投掷武器攻击敵人，完毕后就会衝向敌人展开格斗厮杀。印加流星锤（Ayllo）两头各有一个球型重物，有的用铁链，有的用绳子相连。印加军队通过印加路网行军，路上设有“服务站”，平时为士兵和海螺信使等提供物资。“服务站”之间的距离为一天行军的距离。所有犯罪的士兵都会受到最严厉的处分，如死刑。
印加士兵惧怕西班牙骑兵。根據皮澤洛部下的書信記載，当數十名西班牙騎兵部隊衝来时，印加士兵雖然人多勢眾，可是當他們看見有種不知名的動物向他們衝過來的時候，立即丟下武器逃跑，西班牙騎兵繼續追殺逃跑中的印加人。當日有數千名印加人被西班牙的騎兵殺害。根據當時的文獻記載，哪怕西班牙人只出動了數十名騎兵去作戰，也能把印加士兵嚇得膽戰心驚，棄械逃亡。这是因為他們對這種動物未有任何認識，這樣就給予西班牙人一個滅亡印加的好機會。還有，金屬也是一個重要因素，印加人對金屬的認識不多，金屬很多時候只應用於藝術品和貴族的餐具上，況且當時印加人鑄煉金屬的技術還不如舊世界的人民，更遑論會用金屬為士兵打造良好的防具或者是武器，可是西班牙的情況卻不像印加，他們的鑄煉技術比印加人高很多，可以用金屬為士兵製造防具，所以當時印加士兵即使向西班牙士兵發出猛烈的攻擊，很多時候都會被西班牙士兵身上的金屬甲胄和鋼鐵頭盔擋去，反而只穿布衣的印加士兵經常抵抗不了西班牙士兵手中的長槍和刀劍。

#### 武器
- 青铜/骨尖矛
- 双手木质格斗用标枪，边缘呈锯齿状
- 有石头和金属刺的棍子
- 毛质的抛石绳
- 石斧/铜斧
- 印加流星锤（英语：Bolas）（Ayllo，英文译作Bolas）

#### 护甲
- 由木材、铜、青铜、甘蔗，或由动物的皮制成的头盔，有的装饰着羽毛
- 由木材或动物的皮制成的的圆形或方形盾牌
- 布质长袍，内部填有棉花，以及保护脊椎用的厚木板

### 古柯
印加人认为古柯具有神奇的魔力。适量进食它的叶子可以减缓压力和痛苦，并受到了西班牙人的赞同，但是古柯叶更多被用于宗教和医学方面。古柯叶被用作医学上的麻醉药。忙碌的海螺信使用它来补充精力。

### 农牧业、文学
印加人也有發達的農業灌溉系統。文學方面，印加有一首長詩《奧揚泰》。詩中記述英雄奧揚泰在印加王帕查庫特克時期，愛上了印加王的女兒，並請求印加王賜婚，但被受阻撓的故事。此詩在15世紀被改編成戲劇。1770年至1780年間被西班牙傳教士用拉丁文記載下來。他们唯一的家畜是羊驼。

### 遺址

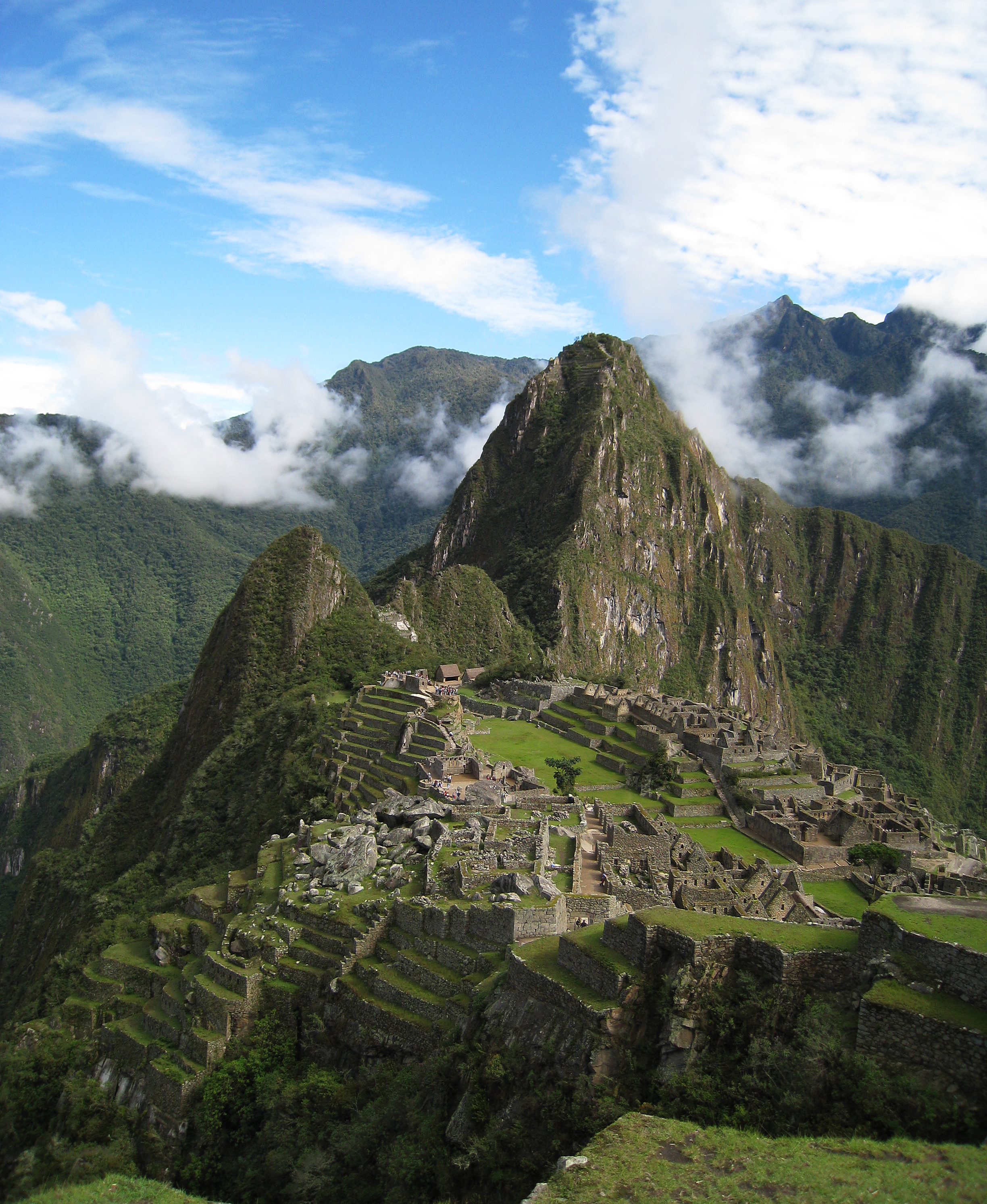
马丘比丘

今日印加帝國最著名的遺址為建在馬丘峰和華伊納峰之間的馬丘比丘。庫斯科城則因西班牙殖民時期的破壞，僅剩一些建築廢墟，但城中保存了一塊“十二角石”，稱為「哈圖姆魯米約克」，考古學家相信它是印加曆法計算工具的一種。
時至今日，馬丘比丘仍然是窺知遠古印加文明的最好地方。同時，這座山上城市也讓現代人疑惑不解。

### 印加旗帜

现代库斯科旗帜

在16至17世纪的史书中有写到关于印加帝国的旗帜。弗朗西斯科·洛佩斯·德·赫雷斯在1534年写道：
|  | ...所有人都被分成几队，立着他们的旗帜，还有指挥官，就像土耳其人一样听话... |

编年史作家贝尔纳维·托博这样写道：
|  | 帝国的徽章像一个小广场旗，是10-12个手掌的长度左右，可能是由棉花或羊毛制成的……它很僵硬，不会飘扬；每一位国王都有他自己的纹章，旗子都有彩虹和印加人标志性的流苏冠冕，还有诸如狮子、老鹰等国王决定的纹章…… |

瓜曼·波马在1615年的史书上也有印加纹章的描述。
彩虹旗也被认为是印加帝国的象征，印加帝国时代就以彩虹色块作为“苏尤”旗帜。它是今天库斯科的旗帜。

## 王室

### 歷任君主
印加君主使用薩帕·印卡作為稱銜，意思是「独一无二的君主」。而當時亦只有純種的印加血統皇族才能稱為印加，地方統治者只能稱為薩帕，意即「王」。雖然全盛期時印加帝國超過百萬人，但印加皇室僅有不足二千人，而且印加人是一夫多妻制，因此需要其他外族支持其統治，而被承認為印加皇族的人則稱為哈哇。
- 曼科·卡帕克（傳說中的開國君主，約在1200年間在位。）
- 辛奇·羅卡
- 略克·尤潘基
- 邁塔·卡帕克
- 卡帕克·尤潘基（約在14世紀在位）
- 印卡·羅卡
- 亞瓦爾·瓦卡克
- 維拉科查（約在15世紀在位）
- 帕查庫特克
- 圖帕克·印卡·尤潘基
- 瓦伊納·卡帕克
- 瓦斯卡爾
- 阿塔瓦爾帕（1533年被西班牙人殺害。）

※印加帝國亡後西班牙人所立的傀儡及繼續抗爭的君主：
- 圖帕克·瓦爾帕（法蘭西斯克·皮澤洛所立傀儡，不久逝世。）
- 曼科·卡帕克二世（皮澤洛所立傀儡，後竭力抵抗，最終被西班牙人所殺。）
- 保柳·印卡（西班牙人所立傀儡。）
- 塞里·圖帕克（繼續與西班牙人抗爭的君主。）
- 蒂圖·庫西（繼續與西班牙人抗爭的君主。）
- 圖帕克·阿馬魯（繼續與西班牙人抗爭的君主，最終失敗被殺。）

### 王室称号
在印加帝国中，王室成员拥有许多称号。先从“印加”说起。这个称号用在国王身上就是指国王，用在其他王室人员身上就指的是拥有王室血统的已婚男人，即已婚宗室，相當於中國古代的王爵。然而必须是男性后代才能使用，女系后代是不能使用的。印加人称国王为萨帕·印卡，意思是独一无二的国王（其他人都不能这样称呼）。他们还称国王为“瓦克查库亚克”，意思是穷人的爱护者和恩人，这个别号也不能给予别人，只能给予国王，因为印加第一位到最后一位国王都特别关心为百姓造福。“卡帕克”的意思是对百姓富有宽宏仁爱之心和享有帝王的威严。印加人还称国王为“因蒂普·丘林”，意思是太阳的儿子，这个同样可以授予其他宗室，但不能授予女性。对于国王的男性亲属和儿子，称他们为“奥基”（Auqui、王子），意思是帝王长子以外的儿子。结婚之前他们可以使用这个称号，一旦结婚就称其为“印加”了。
国王的正妻即王后，稱为“科娅”（Coya），也使用“玛曼奇克”（Mamanchic）这个别号称呼她，意思是我们的母亲。“科娅”这个称号只能王后独有，但对她的女儿也称之为“科娅”。国王本血统中的嫔妃及其王室血统中的其他所有已婚女子都称为“帕莉亚”，意思是王室血统的女子，相當於中國古代的公主爵位。国王所纳的那些外族的、非王室血统的其他嫔妃，则称为“玛玛库纳”（Mamacuna），简单地说意思是主妇，其实它的全部含义是应该尽母亲职责的女人。国王的女儿，即王女，以及王室血统中的其他女孩，统统称为“纽斯塔”（Ñusta），意思是王室血统的少女。但有一点区别：血统上是嫡生的，只称其为“纽斯塔”，意思是从血统上说是嫡出的；血统上庶出的，在称呼的时候还需加上其母亲出生省份的名称，如“科利亚·纽斯塔”，“万卡·纽斯塔”，“云卡·纽斯塔”，“基图·纽斯塔”，其他省份以此类推。“纽斯塔”这个称号一直保留到结婚之前，婚后即称其为“帕莉亚”。
这些称号和别号只用来称呼男系王室血统的后代，如果紐斯塔下嫁非王室的男性成為帕莉亞，她的子女也不能取王室的姓氏，更不能称其为“印卡”或“帕莉亚”，而只能使用他们父亲的姓氏。

### 引用
1. ↑  陈至立 (编). . . 上海: 上海辞书出版社. 2019  [2024-04-01]. ISBN 978-7-5326-5325-6. （原始内容存档于2024-04-01）.
2. ↑  McEwan, Gordon F. . University of Arizona Press. 2010: 98  [2013-08-15]. ISBN 978-0816529360. （原始内容存档于2020-06-01）.
3. ↑  .   [2013-08-15]. （原始内容存档于2012-01-20）.
4. ↑  McEwan 221
5. ↑  . . Houghton Mifflin Company. 2009  [2013-08-15]. （原始内容存档于2016-03-04）.
6. ↑  Demarest, Arthur Andrew; Conrad, Geoffrey W. . Cambridge, UK: Cambridge University Press. 1984: 57–59  [2013-07-18]. ISBN 0-521-31896-3. （原始内容存档于2016-06-03）.
7. ↑  Weatherford, J. McIver. . New York: Fawcett Columbine. 1988: 60–62  [2013-08-15]. ISBN 0-449-90496-2. （原始内容存档于2016-05-27）.
8. ↑  Ernesto Salazar.  (PDF). International Work Group for Indigenous Affairs. 1977: 13  [16 February 2013]. （原始内容存档 (PDF)于2016-03-04）.
9. ↑  Bernand, Carmen. . . 發現之旅. 70. 楊智淸/譯. 臺北: 時報文化. 2003年8月20日: 第13–14頁  [2017年12月18日]. ISBN 957-13-3935-0. （原始内容存档于2020年10月24日） （中文（臺灣））.
10. ↑    - Juan de Samano. . bloknot.info (A.Skromnitsky). 9 October 2009  [10 October 2009]. （原始内容存档于2012-12-18）.
11. ↑  Somervill, Barbara. . Compass Point Books. 2005: 52  [2013-08-15]. ISBN 978-0-7565-1061-9. （原始内容存档于2016-05-17）.
12. ↑  McEwan 79
13. ↑  McEwan 31
14. ↑  .   [2013-08-15]. （原始内容存档于2006-11-03）.
15. ↑  Genocide and millennialism in Upper Peru: the Great Rebellion of 1780-1782 By Nicholas A. Robins
16. ↑  McEwan 93–96. There is some debate about the size of the population.
17. ↑  .   [2013-08-15]. （原始内容存档于2008-10-12）.
18. ↑  .   [2013-08-15]. （原始内容存档于2017-01-29）.
19. ↑  Gary, Urton. . Austin: University of Texas Press. 2003  [2013-08-15]. ISBN 0-292-78540-2. （原始内容存档于2016-05-05）.
20. ↑  .   [2013-08-15]. （原始内容存档于2016-11-04）.
21. ↑  Burger, R.L. and L.C. Salazar. 2004. Machu Picchu: Unveiling the Mystery of the Incas （页面存档备份，存于）. Yale University Press, p. 45. ISBN 978-0-300-09763-4.
22. ↑  Nigel Davies, Human Sacrifice (1981, p. 261–262.).
23. ↑  Reinhard, Johan. . National Geographic, Spanish version. November 1999: 36–55.
24. 1 2  印卡·加西拉索·德拉維加《印卡王室述評》，219頁。
25. 1 2  印卡·加西拉索·德拉維加《印卡王室述評》，220頁。
26. 1 2  印卡·加西拉索·德拉維加《印卡王室述評》，第三卷第二十一章。
27. ↑  印卡·加西拉索·德拉維加《印卡王室述評》，第三卷第24章。
28. 1 2 3 4 5  印卡·加西拉索·德拉維加《印卡王室述評》，第三卷第25章。
29. ↑  Salomon, F. (1987). A North Andean Status Trader Complex under Inka Rule. Ethnohistory, 32(1), p. 63-77
30. ↑  Moseley, M.E. (2001). The Incas and their Ancestors. Thames & Hudson:New York, p.44
31. ↑  Earls, J. The Character of Inca and Andean Agriculture. P. 1-29
32. ↑  Rowe, J.H., & Murra, J.V. (1984). An Interview with John V. Murra. The Hispanic American Historical Review, 64(4), p. 644
33. ↑  Maffie, J. (2009) Pre-Columbian Philosophies, in A Companion to Latin American Philosophy (eds S. Nuccetelli, O. Schutte and O. Bueno), Wiley-Blackwell, Oxford, UK, p. 10; McEwan, Gordon F. (2006). Incas: New Perspective. W.W. Norton & Company: New York, pp. 137–138
34. ↑  Newitz, Annalee, , io9, 3 January 2012  [4 January 2012], （原始内容存档于2015-12-10）
35. ↑  Willey, Gordon R. (1971). An Introduction to American Archaeology, Volume Two: South America. Englewood Cliffs: Prentice-Hall, Inc., pp. 173-175
36. ↑  D’Altroy, Terence N. (2005). The Incas. Blackwell Publishing: Malden, pp. 86-89; 111; 154-155
37. ↑  Moseley, Michael E. (2004). The Incas and their Ancestors (revised ed.) Thames & Hudson: London, pp. 81-85
38. ↑  McEwan, Gordon F. (2006). Incas: New Perspective. W.W. Norton & Company: New York, pp. 138-139
39. ↑  Rowe in Steward, Ed., p. 262
40. ↑  Rowe in Steward, ed., p. 185-192; D’Altroy, p. 42-43, 86-89; McEwan, p.113-114
41. ↑  D’Altroy, p. 87
42. ↑  D’Altroy, 87-88
43. ↑  D'Altroy, 235-236
44. ↑  D'Altroy, p. 99
45. ↑  R. T. Zuidema, Hierarchy and Space in Incaic Social Organization. Ethnohistory, Vol. 30, No. 2. (Spring, 1983), pp. 97
46. ↑  Zuidema, pp. 48
47. ↑  D'Altroy, pp. 246-247
48. ↑  McEwan, pp. 179-180
49. ↑  D'Altroy, 150-154
50. ↑  McEwan, 185-187
51. ↑  Berrin, Katherine & Larco Museum. The Spirit of Ancient Peru:Treasures from the Museo Arqueológico Rafael Larco Herrera. New York: Thames and Hudson.
52. 1 2  .   [2013-08-15]. （原始内容存档于2012-05-13）.
53. ↑  Francisco López de Jerez,Verdadera relacion de la conquista del Peru y provincia de Cusco, llamada la Nueva Castilla, 1534.
54. ↑  Guaman Poma, El primer nueva corónica y buen gobierno, (1615/1616), pp. 256, 286, 344, 346, 400, 434, 1077, this pagination corresponds to the Det Kongelige Bibliotek search engine pagination of the book. Additionally Poma shows both well drafted European flags and coats of arms on pp. 373, 515, 558, 1077, 0. On pages 83, 167–171 Poma uses a European heraldic graphic convention, a shield, to place certain totems related to Inca leaders.
55. ↑  印卡·加西拉索·德拉維加《印卡王室述評》，76頁。
56. ↑  印卡·加西拉索·德拉維加《印卡王室述評》，77頁。
57. ↑  印卡·加西拉索·德拉維加《印卡王室述評》，78頁。

## 外部連結
- （英文）瓜曼·波马的手抄本（页面存档备份，存于）
- （英文）征服印加土地（页面存档备份，存于）
- （英文）马丘比丘的印加文化 （页面存档备份，存于）
- （英文）失落的印加文明（页面存档备份，存于）
- （英文）印加石工艺品（页面存档备份，存于）
- （英文）印加古文明（页面存档备份，存于）
- （英文）“用冰制作的印加宝藏”（页面存档备份，存于）
- （英文）《帕查库特克颂》（页面存档备份，存于），诗歌
- （英文）印加冰木乃伊（页面存档备份，存于）
- （英文）印加宗教
- （英文）安第斯山脉工程学（页面存档备份，存于）
- （英文）印加地图与历史时间线